# Adaloaldo
Adaloaldo (Monza, 602 — Ravena, 626 (24 anos)) foi rei dos lombardos e da Itália entre 616 e 626,  sendo elevado ao trono por seu pai Agilolfo. Foi educado na religião católica.
Adaloaldo, sendo católico contava com o apoio de Honório I (625-638), contra as  pretensões do ariano Arioaldo, cunhado do anterior. O pontífice romano, nascido em Cápua, na Campânia, era bem inteirado dos assuntos regionais e interveio diretamente em vários deles. Em seu pontificado empenhou-se sobretudo na conversão dos anglo-saxões e dos lombardos. No primeiro caso, estreitou as relações com Eduíno da Nortúmbria e, no segundo caso interveio sobremaneira na sucessão ao trono lombardo. De origem nobre (descendia de uma família do sul da Itália) ele, Honório, mostrou-se um hábil articulador político atuando de um modo definitivo para por fim ao cisma de Aquileia, questão que só seria definitivamente resolvida entretanto  tempos depois pelo rei Cuniberto.
Adaloaldo ficou louco e perdeu o apoio dos nobres, sendo deposto em 626 pelo marido de sua irmã Gundiberga, Arioaldo, nobre lombardo de Turim que era hostil à Igreja Católica. Morreu misteriosamente em Ravena, logo depois de deposto.